# Itzhak Benyamini
Itzhak Benyamini (auch Yitsḥaḳ Binyamini; hebräisch יצחק בנימיני; geboren 1968 in Tel Aviv (Kiryat Schalom)) ist ein israelischer Philosoph, Kultur- und Religionswissenschaftler, Verlagsgründer und -leiter sowie Hochschullehrer. Benyamini hat als Autor auch Gedichte verfasst.

## Leben und Wirken
Benyamini kam als ältester Sohn von drei Geschwistern zur Welt. Seine Eltern Ziva und Joseph Benyamini waren Einwanderer aus Isfahan (Iran). Als Kind zog er mit seiner Familie in den Stadtteil Shapira (hebräisch שכונת שפירא) und von dort nach Yad Eliyahu (hebräisch יד אליהו).
Nach seinem Dienst bei den Israelischen Verteidigungsstreitkräften (hebräisch צְבָא הַהֲגָנָה לְיִשְׂרָאֵל ‚Armee der Verteidigung Israels‘) begann er ein Bachelorstudium an der Universität Tel Aviv und erwarb dort seinen Bachelor in allgemeiner Geschichte sowie einen allgemeinen Bachelor in Geisteswissenschaften (allgemeine Literatur, allgemeine Philosophie und Kunst und Cineastik). Er setzte sein Studium mit einem weiteren Abschluss in Religionswissenschaften fort. Seine Masterarbeit entstand unter der Leitung von Michael Mach und Uri Hadar.
Zusammen mit Idan Zivoni (geb. 1964) begann er die Veröffentlichung der Zeitschrift  Resling, von der acht Ausgaben erschienen sind. Die beiden gründeten, im Jahre 2000, daraufhin den Verlag „Resling Publishing“ (hebräisch רסלינג), den sie auch gemeinsam leiten.
Benyamini promovierte im Oktober 2006 an der „School of Philosophy“ und am „Cohn Institute of History and Philosophy of Sciences and Ideas“ der Universität Tel Aviv zum Thema „Jacques Lacan and the Judeo-Christian Discourse“ unter der Leitung von Rivka Feldhay und Michael Mach. 
Er lehrte an der Universität Tel Aviv und der Ben-Gurion-Universität des Negev und ist als Hochschullehrer derzeit an der Bar-Ilan-Universität und der Bezalel Academy of Arts and Design angestellt.
Seine Forschungsschwerpunkte sind die psychoanalytische Theorie von Sigmund Freud und Jacques Lacan, die psychoanalytischen Kontexte der Religion, die Frage nach der Begegnung von Judentum und Christentum, ferner die Begegnung zwischen kanonischen jüdischen Schriften und modernen interpretativen Schriften.
Neben seiner Funktion als Direktor des „Resling Verlags“ bearbeitet er die Serie Libido (hebräisch ליבידו) einer Verlagsreihe für Kulturkritik und ist die wissenschaftliche Herausgeber der Reihe von Sigmund Freuds Schriften im Verlag.

## Publikationen (Auswahl)
- Bibliografie auf academia.edu
- Narzisstischer Universalismus: Eine psychoanalytische Untersuchung der Paulusbriefe mit Freud und Lacan. Merve, Leipzig 2012, ISBN 978-3-88396-309-9
- Mein (sanitärer) Kampf. Dt. Wiss.-Verl., Baden-Baden 2015
- A Critical Theology of Genesis. The Non-Absolute God. Palgrave Macmillan US, New York 2016, ISBN 978-1-137-59508-9
- The Hyphenated Jew: Within and Beyond the "Judeo-Christian". (Textauszug Emmanuel Nathan, Anya Topolski (Hrsg.): Is there a Judeo-Christian Tradition? A European Perspective. (= Band 4 der Reihe Perspectives on Jewish Texts and Contexts), De Gruyter, Berlin/Boston 2016, ISBN 978-3-11-041647-3, S. 225–239, Kapitel 12 doi:10.1515/9783110416596-013 Auf: degruyter.com)
- יורד במלצ'ט יורד ביוהנס פסיון 1998, Gedichtband
- עבד, התענגות, אדון - על סאדיזם ומזוכיזם בפסיכואנליזה ובביקורת התרבות 2002, (Übersetzung, englisch: Slave, Delight, Master – on Sadism and Masochism in Psychoanalysis and Cultural Criticism.)